# آسمارا غاي
آسمارا غاي (بالإنجليزية: Asmara Gay)‏ (1975)؛ كاتِبة، فنانة وشاعرة مكسيكية.